# محمد رضا ساكت
محمد رضا ساكت (بالفارسية: محمدرضا ساکت) هو لاعب كرة قدم ورجل أعمال إيراني، ولد في 19 مارس 1952 في مدينة أصفهان في إيران.